# Egészségügyi harisnya
Az egészségügyi harisnya közönségesen csak gumiharisnya vagy kompressziós harisnya néven ismert termék – amelyet ma már általában nem gumi-, hanem elasztánfonal tesz rugalmassá – olyan gyógyászati segédeszköz, amely a lábszár felületi visszerein keletkezett tágulatok kezelésére vagy néhány más, ilyenfajta szorítóerőt igénylő betegség gyógyítására szolgál. Aszerint, hogy milyen hatást kívánnak elérni vele, többféle fajtáját fejlesztették ki. Megjelenési formáját tekintve lehet combközépig, a térdet takaró vagy csak a térd alá érő harisnya, harisnyanadrág, vagy zokni, attól függően, hogy a láb mely részeinek kezelésére szolgál. Készül lábfej nélküli – csak a lábszárat borító – kivitelben is. Hatása abban áll, hogy összenyomja a kitágult ereket és hogy felerősíti a lábizmok „szivattyúzó” hatását, ezzel csökkenti a vérpangás kialakulását a visszerekben és elősegíti a vér visszaáramlását a szív felé.
Az egészségügyi harisnyákat négy szorítóerő-fokozatban gyártják és szorítóerejük függvényében két alaptípusuk van:
- gyógyharisnya (kompressziós harisnya), amit egyedi méretvétel alapján, az adott betegség kezelésének megfelelő kivitelben, kifejezetten orvosi előírás szerint kell elkészíttetni és viselni,
- támasztó harisnya, ami szabad forgalomban is kapható és amit főleg nagyobb baj megelőzésére ajánlanak és szintén különböző – bár enyhébb – szorítóerőkkel állítanak elő.

## Történelmi előzmények
Már az ókori egyiptomiak is használtak – gyakran ragasztóval, gyantával vagy valamilyen gyógyhatású készítménnyel bevont – szövetcsíkot sebek kezelésére. A 17. században Pierre Dionis, Marie Antoinette és Mária Terézia orvosa javasolta a fásli használatát lábszárfekély esetére. Ezt abban az időben vászonból vagy kutyabőrből készítették, de ezeknek az anyagoknak a rugalmatlansága miatt a kezelés nem volt igazán hatásos. Csak a 19. század második felében jelentek meg az első rugalmas pólyák, amelyek rugalmasságát gumifonal alkalmazásával állították elő. 1878-ból származik az első leírás ennek használatáról visszérbetegség esetében.

## Gyógyharisnya
A gyógyharisnya visszérműtétek vagy trombózis után csökkenti a baj kiújulásának veszélyét. A gyógyharisnya szorítóereje a lábszár legalsó részén, vagyis a boka környékén a legnagyobb, azaz ott, ahol ödéma leginkább kialakulhat, és fölfelé egyre csökken, ahogy a vér a visszérben fölfelé áramlik. Ahol már nem áll fenn a visszértágulat veszélye, ott a szorítóerő minimálisra csökken.
A gyógyharisnya egy másik alkalmazására a nyirokpangás gyógyításában kerül sor. Ha a nyirokerek mennyisége – például egy sebészeti beavatkozást vagy besugárzást követően – csökken, nem képesek a nyirkot elszállítani és nyirokpangás, esetleg elefantiázis (a nyirokerek elzáródása által okozott nagy fokú kötőszövet-elszaporodás) jön létre, aminek következtében a láb vagy a kar megduzzad. Ha ezt a duzzadást szorító kötéssel sikerül lecsökkenteni, ezt követően a betegnek felkeléstől lefekvésig a térd fölé érő gumiharisnyát kell viselnie, illetve ha a duzzanat a karján van, rugalmas ujjat kell ráhúznia.
Csak a térdet körülvevő gyógyharisnyát a térd oldal- illetve keresztszalagjainak szakadásakor hordhat a beteg, magas, a combra is ráterjedő gumiharisnyát pedig a comb visszeres megbetegedései esetében.
A rövid, csak a lábat és a bokát körülvevő gyógyzoknit általában a boka gyengesége, a boka körüli vizenyők miatt viselik. Ilyen esetben a panaszt rendszerint a boka körüli szalagok elégtelensége, a rossz statikai viszonyok, valamint a nyirokkeringés zavara okozza. Ez a zokni részben pótolja a szalagok rögzítő erejét, másrészt nem engedi kifejlődni a vizenyőt.

## Támasztó harisnya
A láb fáradtságának enyhítésére, enyhébb visszérbetegségek esetében, vagy éppen a betegség kialakulásának megelőzésére gyengébb szorítóerejű gumiharisnyákat, úgynevezett támasztó harisnyákat használnak. Ezek nyomás alatt tartják a felületi vénákat és meggátolják a kitágulásukat és a fájdalmat. Hasonló konstrukciójúak, mint a gyógyászati célú gyógyharisnyák, de finomabbak, vékonyabbak azoknál és kisebb nyomást fejtenek ki. Ezeket általában sima vagy terjedelmesített poliamidfonallal burkolt elasztánfonalakból készítik és kétirányú (hossz- és keresztirányú) rugalmassággal és szorítóerővel rendelkeznek. Az alkalmazott kötésmódnak nagy befolyása van a szorítóerő mértékére. A támasztó harisnyák jótékony hatása különösen álláskor és járáskor mutatkozik meg.
Ugyancsak eredményesen használhatják állapotos nők, akiknél a terhesség következtében kialakulhat a visszértágulat.

## Az egészségügyi harisnyák szorítóereje
Az egészségügyi harisnyákat szorítóerejük szempontjából 4 osztályba sorolják, a leggyengébb az I., a legerősebb szorító hatású a IV. osztályba tartozó termék (lásd az alábbi táblázatot).
| Osztály | Szorítóerő | Szorítóerő | Alkalmazás |
| Osztály | Hgmm       | kPa        | Alkalmazás |
| I.      | 15–21      | 2,4–2,8    | Támasztó harisnyák a fáradságérzet csökkentésére, ödémaképződés nélküli enyhe visszértágulat vagy terhességi kezdődő visszértágulat esetére                                                                    |
| II.     | 23–32      | 3,1–4,3    | Erős fáradságnál, ödémaképződéssel együtt járó kifejezett visszértágulatnál, felületi tromboflebitisz, kismértékű fekélyesedés gyógyulása után, visszérműtétet követően, erős terhességi visszértágulat esetén |
| III.    | 34–46      | 4,5–6,1    | Trombózist követő visszérelégtelenségnél, erős ödémaképződésnél, másodlagos visszérgyulladásnál, nagymértékű fekélyesedés gyógyulása után                                                                      |
| IV.     | ≥49        | ≥6,5       | Nyiroködéma és elefantiázis esetére |

Ha a táblázat adatait a boka környezetében 100%-nak vesszük, a lábikránál kb. 80%, a térdnél kb. 60%, a combnál kb. 20% szorítóerőre van szükség. Azonban mindig az orvosnak kell megállapítania, hogy kinek milyen szorítóerejű egészségügyi harisnyára van szüksége, illetve hogy a harisnya hol milyen mértékben szorítson. Az I. osztályba tartozó harisnyák esetében megfelelnek a szokásos harisnyaméretek, a II. osztályba soroltakat szükség esetén, a III. osztályba tartozókat többnyire, a IV. osztályba tartozókat pedig kivétel nélkül mindig pontos méretvétel alapján készítik. A méretvétel szakorvosi feladat! Ha olyan méretű harisnyára van szükség, amely a szabványos mérettáblázatban nem szerepel, mindig alkalmazzák a méret utáni gyártást. Figyelembe kell venni a jobb és bal lábszár esetleges bőségméret-különbségeit is. Az optimális szorítóerő meghatározására ma már műszeres vizsgálatok állnak rendelkezésre.

## Az egészségügyi harisnyák gyártása

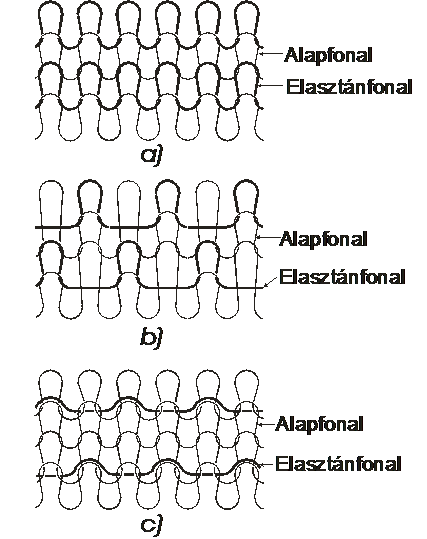
Egészségügyi harisnyák gyártásánál alkalmazott kötésmódok

Az egészségügyi harisnyák előállítására alapfonalként főleg poliamidfonalat, egyes típusokhoz pamut-, ritkábban gyapjúfonalat használnak. A kelmébe bekötött rugalmas anyag ma már általában poliamiddal burkolt elasztánfonal, a régebben használt gumifonal ma már szinte teljesen kiszorult erről a területről, mert az elasztánfonal vékonyabbra készíthető ugyanolyan szorítóerő megtartásával, és mert nem öregszik, azaz az idő előrehaladtával nem veszít rugalmasságából és nem válik törékennyé, mint a gumi. A támasztó harisnyák gyártásához használnak burkolatlan elasztánfonalakat is.
A felhasznált fonalaknak meg kell felelniük esztétikai és higiéniai követelményeknek. Az utóbbi szempontjából ma már például nagy súlyt fektetnek arra is, hogy olyan fonalakat használjanak, amelyek anyaga és színezése megfelel az OEKO-TEX szigorú előírásainak, és amelyek gátolják az izzadságszag keletkezését vagy a gombák megtelepedését ezeken a harisnyákon. Az sem megengedhető, hogy a harisnya hosszas viselése a bőr pH értékét befolyásolja.
A termék rugalmasságát a rugalmas fonal mellett nagymértékben befolyásolja az alapfonal és a kötésszerkezet is. Az egészségügyi harisnyák gyártásánál többféle kötésmódot alkalmazhatnak. Ha a rugalmas fonalból szemeket képeznek – ahogy azt a mellékelt ábrán az a) jelű szemszerkezet mutatja –, ezzel lehet a legnagyobb szorítóerőt elérni, de ebben az esetben legnagyobb a rugalmas fonal felhasználása, aminek jelentős befolyása van a gyártási költségre. Ha úgynevezett mögéfektetéses kötéssel dolgozzák be a rugalmas fonalat – b) ábra –, ez valamivel kisebb nyúlási képességet eredményez, de csökken a rugalmas fonal részaránya. A bélelőfektetéssel bedolgozott rugalmas fonal – c) ábra – adja a legkisebb nyúlást, különösen a kelme hosszirányában, viszont a legolcsóbb megoldás is. Esztétikai okokból alkalmaznak mintás kötéseket is, elsősorban a támasztó harisnyáknál, ahol nem a beteg lábához illesztett szorítóerő nagyon pontos beállítása az elsődleges szempont.
A viselési kényelem fokozása érdekében az egészségügyi harisnyáknál újabban arra is nagy gondot fordítanak, hogy ezek megfelelő lélegzőképességű, az izzadságot eltávolító kelmeszerkezettel készüljenek. Vannak olyan egészségügyi harisnyák is, amelyek nyitott orrheggyel készülnek, hogy a lábujjak szabadon maradhassanak (erre mutat példát a szócikk elején látható ábra is).
A harisnya anatómiai formáját vagy a kötés során állítják elő, vagy utólagos formázással hozzák létre. A formázásnál egy fűtött formázólábra húzzák fel a megkötött harisnyát és itt rögzítik bele a kívánt formát. Ennek az eljárásnak az a hátránya, hogy a hőhatás a rugalmas fonalat károsíthatja, amellett nem is igazán tartós, a mosások hatására a harisnya elveszítheti ezt az eredeti formáját. Az igazán jó hatást – mind gyógyító értelemben, mind esztétikailag – akkor érik el, ha a harisnya formáját a kötéssel hozzák létre, azaz a láb formájának megfelelően változtatják a kötés közben a szemnagyságot és a fonalak – főleg a rugalmas fonal – bedolgozási feszültségét.
Az egészségügyi harisnyák gyártására speciális harisnyakötőgépek szolgálnak, amelyeken a fonalfeszültséggel, a fonaladagolással és a szemnagyság beállításával nagyon pontosan lehet programozni a bőségméretek és a szorítóerő hossz menti változásait, hiszen ez az előfeltétele annak, hogy a kívánt gyógyhatás érvényesülhessen. Ma már erre számítógéppel vezérelt gépeket készítenek.
Amellett, hogy ezek a harisnyák elsősorban körkötőgépen készülnek, gyártanak ilyen termékeket – főleg nagyobb szorítóerejű változatokban – síkkötőgépen is.

## Az egészségügyi harisnyák kezelése
Az egészségügyi harisnyákat higiéniai okokból természetesen rendszeresen ki kell mosni. Ennek során ügyelni kell arra, hogy a harisnya rugalmas tulajdonságai ne sérüljenek, ezért nagyon kíméletesen kell velük bánni, nem szabad túl meleg vízben mosni – az ajánlott hőmérséklet: 40 °C – és szárítani sem szabad forró fűtőtest közelében ezeket a termékeket. Mosógépben való mosásuk nem célszerű. Kerülni kell a klóros fehérítést, a vasalást és a vegytisztítást. A korszerű egészségügyi harisnyák gombaellenes és izzadságszag keletkezését megakadályozó kezelése nagy mértékben mosásálló. Gondos kezelés mellett az egészségügyi harisnyák legalább 6 hónapig használhatók.